# Lasianobia decreta
Lasianobia decreta är en fjärilsart som beskrevs av Rudolf Püngeler 1900. Lasianobia decreta ingår i släktet Lasianobia och familjen nattflyn. Inga underarter finns listade i Catalogue of Life.